# Perdita repens
Perdita repens är en biart som beskrevs av Timberlake 1971. Perdita repens ingår i släktet Perdita och familjen grävbin. Inga underarter finns listade i Catalogue of Life.